# UK drill
La UK drill o drill britannica è un genere musicale, derivato della musica drill e del British hip hop, nato nel quartiere di Londra Brixton intorno al 2015.

## Caratteristiche
Influenzati dallo stile della musica drill di Chicago, gli artisti britannici spesso rappano su stili di vita criminali, violenti ed edonistici. In genere, coloro che creano questo stile di musica sono affiliati a bande o provengono da quartieri socioeconomicamente bassi in cui il crimine è uno stile di vita per molti.
La musica UK drill è fortemente legata al road rap, uno stile britannico di gangsta rap che divenne popolare negli anni precedenti l'esistenza del drill. Musicalmente, l'esercitazione nel Regno Unito mostra spesso un linguaggio violento, varietà di testi lirici e le feroci rivalità che ne derivano.
Il drill britannico ha sviluppato uno stile di produzione diverso rispetto al drill di Chicago, prendendo influenza dai precedenti generi britannici come il grime e lo UK garage. La UK drill è più veloce rispetto alla controparte statunitense, e gli strumenti spesso possiedono anche un basso scorrevole, batteria dura e melodie macabre. AXL Beats ha spiegato che i rullanti 808 e il tempo veloce derivano dalla musica grime.
Entrambi i generi utilizzano tipicamente un tempo di circa 138–151 bpm.

## Controversie
Alcuni funzionari pubblici londinesi hanno criticato il drill britannico e la cultura che lo circonda, sostenendo che incoraggerebbe la criminalità violenta. Il sovrintendente investigativo Mike West ha dichiarato che "ci sono gesti di violenza (nei video musicali UK drill), con segni con le mani che suggeriscono che stanno sparando con armi e descrizioni grafiche di ciò che farebbero al prossimo." Nel 2017 l'allora rapper 17enne Junior Simpson (noto come M-Trap), che aveva scritto testi sugli accoltellamenti, faceva parte di un gruppo di persone che accoltellarono a morte un ragazzo di 15 anni, per cui ricevette l'ergastolo. Il giudice Anthony Leonard ha detto a Simpson: "Ha suggerito che i testi erano solo per intrattenimento, ma non ci credo, e sospetto che Lei stesse aspettando l'occasione giusta per un attacco". Nel 2018 il commissario della polizia metropolitana Cressida Dick ha definito la Uk drill come una delle ragioni dell'aumento del tasso di attacchi all'arma bianca a Londra, e ha esortato le grandi società di Internet a rimuovere i contenuti che "glorificano la violenza". Nel maggio di quell'anno, YouTube riferì di aver rimosso più della metà dei video musicali di cui era stata richiesta la rimozione; li ha identificati come cause di crimini violenti a Londra. In totale sono stati rimossi oltre 30 video. Più tardi quello stesso anno, a sud di Londra, l'esperto MC e aspirante sindaco di Londra Drillminister ha pubblicato un brano chiamato Political Drillin che è stato trasmesso su Channel 4 News e successivamente è diventato virale, utilizzando i commenti del parlamentare britannico nel tentativo di evidenziare l'ipocrisia del loro linguaggio violento. Nel luglio 2019 YouTube ha deciso che non avrebbe più rimosso i video delle canzoni UK drill.

## Diffusione internazionale
Lo UK drill si è diffuso a livello internazionale grazie ad artisti come ai Loski, Digga D, Dave, AJ Tracey, Russ Millions e Central Cee.
Inoltre, lo stile di produzione dello UK drill si è diffuso al di fuori del Regno Unito, con artisti e gruppi di altri paesi che rappano in stili e utilizzano una produzione fortemente influenzata dalla musica dallo UK drill, oltre a cooptare lo slang britannico comune nella musica drill del Regno Unito. I produttori britannici sono riusciti a esportare il suono producendo per artisti di altre nazioni. L'Irlanda, i Paesi Bassi e l'Australia in particolare hanno sviluppato scene di esercitazione che sono fortemente indebitate con la musica di esercitazione del Regno Unito, con artisti come OneFour in Australia, Chuks, Offica e J.B2 dall'Irlanda e 73 De Pijp dal Olanda. Lo stile si è diffuso anche a New York, in particolare a Brooklyn, dove artisti come Sheff G, Fivio Foreign, 22Gz e Pop Smoke hanno collaborato con produttori di drill britannico. Alcuni artisti in Spagna che fanno musica drill hanno anche assunto l'influenza della sua controparte britannica, con vari riferimenti e una produzione simile al drill britannico.
Il rapper canadese Drake ha pubblicato un freestyle intitolato Behind Barz per Link Up TV nel 2018 dove ha rappato su un ritmo drill nel Regno Unito. Drake ha anche accreditato l'artista UK drill Loski come un'influenza per il suo album del 2018, Scorpion. Nel 2019, Drake ha pubblicato War. La canzone utilizza lo stile di produzione del drill britannico ed è stata prodotta dal produttore britannico AXL Beats. Il flow di Drake in entrambi i casi ricordava gli artisti drill del Regno Unito, e lo stile di produzione sta rapidamente diventando popolare tra gli altri artisti dell'area di Toronto e di Metro Vancouver suggerendo speculazioni che un nuovo sottogenere della musica drill che combina elementi americani e britannici può emergere dal Canada.